# Metropolis Software
Metropolis Software — польська компанія-розробник комп'ютерних ігор.  Материнська компанія — CD Projekt Investment.

## Історія
Metropolis Software була заснована в 1992 році.
Їхня гра 1993 року «Tajemnica Statuetki» стала першою польською пригодницької грою. Після випуску в 1999 у стратегії «Gorky 17» компанія втратила більшу частину розробників.
У лютому 2008 року Metropolis Software була куплена компанією CD Projekt Investment. Генеральний директор Metropolis Software Гжегож Меховський (пол. Grzegorz Miechowski) назвав злиття з CD Projekt відмінним шансом для своєї компанії стати розробником з найбільшим потенціалом в східній частині Європи.
26 жовтня 2009 року з'явилися відомості про те, що компанія Metropolis Software закрита, її співробітники розформовані, а розробка шутера They, поточного проекту компанії, зупинена. Згідно з даними сайту GameBanshee, який і опублікував дану інформацію, Metropolis Software, куплена компанією CD Projekt Investment у лютому 2008 року, поступово зменшувала кількість своїх співробітників, довівши їх до десяти осіб до вересня 2010 року. Після цього, відразу перед угодою з компанією Optimus, яка купила CD Projekt Investment, остання закрила Metropolis Software, звільнила її співробітників або запропонувала їм роботу в CD Projekt Investment та/або її філіях. На офіційний запит з цього приводу CD Projekt Investment відповіла наступним чином:
| Так як транзакції між CDP Investment і Optimus все ще тривають, то ми не коментуємо ніяку інформацію про теперішню і майбутньої ситуації будь-якої компанії з групи CD Projekt. Оригінальний текст (англ.) As the transaction between CDP Investment and Optimus is in progress, we do not comment on any information about the present or future situation in any company of the CD Projekt group. |

## Співробітники
- Гжегож Меховський (пол. Grzegorz Miechowski) — генеральний директор
- Пшемислав Маршал (пол. Przemysław Marszał) — артдиректор

## Розроблені ігри
| Оригінальна назва                             | Українська назва                    | Платформа                             | Жанр                                 | Дата виходу            | Разом з |
| --------------------------------------------- | ----------------------------------- | ------------------------------------- | ------------------------------------ | ---------------------- | ------- |
| Tajemnica Statuetki (укр. Таємниця Статуетки) | не видавалася                       | DOS (ПК)                              | Квест від першої особи               | 12 лютого 1993         | —       |
| Teenagent                                     | не видавалася                       | DOS (ПК), Amiga (ПК)                  | Квест                                | 26 лютого 1994         | —       |
| Katharsis                                     | не видавалася                       | DOS (ПК)                              | Аркада, шутер                        | 6 червня 1997          | —       |
| Książę i tchórz (укр. Принц і боягуз)         | не видавалася                       | Windows (ПК)                          | Квест                                | 10 квітня 1998         | —       |
| RoboRumble (укр. РобоБійка)                   | не видавалася                       | Windows (ПК)                          | Стратегія в реальному часі           | Червень 1998           | —       |
| Gorky 17: Odium                               | Гіркий-17: Заборонена зона          | Windows (ПК)                          | Покрокова стратегія з елементами РПГ | 10 листопада 1999      | —       |
| Two Worlds (гра, 2000) (укр. Два Світи)       | не видавалася                       | Windows (ПК)                          | Комп'ютерна рольова гра              | 2000 // проект закрито | —       |
| Archangel                                     | Архангел                            | Windows (ПК)                          | Екшн з елементами РПГ                | 17 жовтня 2002         | —       |
| Gorky Zero: Beyond Honor                      | Гіркий Нуль: Фабрика рабів          | Windows (ПК)                          | Екшн                                 | 9 вересня 2003         | —       |
| Aurora Watching: Gorky Zero                   | Гіркий Зеро 2: У променях Аврори    | Windows (ПК)                          | Екшн                                 | 7 серпня 2005          | —       |
| Ski Springen Winter 2006                      | Чемпіон Трампліна: Зимові Ігри 2006 | Windows (ПК)                          | Спортивний симулятор                 | Листопад 2005          | —       |
| Infernal (раніше Diabolique: License to Sin)  | Infernal: Чортівня                  | Windows (ПК), Xbox 360                | Екшн від третьої особи               | 8 квітня 2007          | —       |
| They Робоча назва (укр. Вони)                 | невідомо                            | Windows (ПК), PlayStation 3, Xbox 360 | Шутер від першої особи               | Заморожений            | —       |